# Heinrich von Meyerinck
Heinrich von Meyerinck (* 6. Dezember 1786 in Magdeburg; † 18. September 1848 in Stettin) war ein deutscher Offizier und Oberforstmeister.

## Leben
Seine Eltern waren der preußische Major Wilhelm Heinrich Jakob von Meyerinck (* 23. August 1755; † 23. November 1792) und dessen Ehefrau Sophie, geborene von Biedersee (1764–1820). Seine Mutter heiratete nach dem Tod ihres Mannes den Generalfeldmarschall Ludwig Karl von Kalckstein.
Meyerinck schlug eine Offizierslaufbahn in der Preußischen Armee ein und stand zuletzt als Rittmeister im Pommerschen Husarenregiment Nr. 5. Zwischenzeitlich war er nach der Niederlage Preußens im Vierten Koalitionskrieg von 1807 bis 1812 als Kammerherr in Herzoglich Anhalt-Köthenschen Diensten tätig.
Nach seiner Verabschiedung aus dem Militärdienst studierte Meyerinck in Halle (Saale) Naturwissenschaften und fand nach seiner 1817 abgelegten Försterprüfung im Jahr darauf eine Anstellung als Oberförster in Grüneberg/Elbe. Er war von 1845 bis zu seinem Tode Oberforstmeister in Stettin. Meyerinck verfasste vielbeachtete Aufsätzen zu seinen Erfahrungen bei der Bestandsbegründung und -pflege sowie bei der Nutzholzerziehung.

## Familie
Er heiratete 1810 Pauline Christiane Sophie von Rauchhaupt (* 24. Februar 1790; † 30. Juli 1854). Das Paar hatte folgende Kinder:
- Nanny Auguste Henriette Sophie (* 1. Februar 1811; † 4. Januar 1880) ⚭ 7. Dezember 1834 Wilhelm Ludwig von Zollikofer-Altenklingen (1783–1868), preußischer General der Kavallerie
- Richard Hermann Paul Heinrich (* 26. Dezember 1812; † 29. September 1889), Oberjägermeister ⚭ 8. Oktober 1839 Amalie Dietze (* 25. August 1818; † 12. Juli 1858)
- Hubert Otto Ludwig (1827–1900), preußischer Generalleutnant ⚭ 12. November 1857 Gertrud Dietze (* 7. Juli 1837; † 31. Dezember 1906)